# Aegolius martae
Espèce
Aegolius martae est une espèce fossile d'oiseaux strigiformes de la famille des Strigidae.

## Aire de répartition
Cette nyctale a été découverte en Sicile, en Italie.

## Paléoenvironnement
Elle vivait au début de l'étage du Pléistocène moyen, il y a environ 0,7 Ma (millions d'années).

## Taxinomie
Cette espèce a été décrite pour la première fois en 2008 par le naturaliste Marco Pavia.

## Liste des espèces du genre Aegolius
Les espèces actuelles et éteintes selon la version 4.1 du Congrès ornithologique international (répertoriées par ordre systématique) sont :
- Aegolius funereus (Linnaeus, 1758) – la Nyctale de Tengmalm ;
- Aegolius acadicus (Gmelin, 1788) – la Petite Nyctale ;
- †Aegolius gradyi Olson, 2012 ;
- Aegolius ridgwayi (Alfaro, 1905) – la Nyctale immaculée ;
- Aegolius harrisii (Cassin, 1849) – la Nyctale de Harris.

Auxquelles on peut ajouter :
- †Aegolius martae Pavia, 2008